# Glenea suturata
Glenea suturata é uma espécie de escaravelho da família Cerambycidae. Foi descrita por Gressitt em 1939.  É conhecida a sua existência na China.